# Dmytro Lashyn
Dmytro Lashyn (né le 17 février 1988) est un athlète ukrainien spécialiste des courses de fond. 

## Palmarès
| Date | Compétition                    | Lieu      | Résultat | Épreuve      | Temps          |
| ---- | ------------------------------ | --------- | -------- | ------------ | -------------- |
| 2007 | Championnats d'Europe juniors  | Hengelo   | 3e       | 5 000 m      | 14 min 15 s 26 |
| 2007 | Championnats d'Europe juniors  | Hengelo   | 1er      | 10 000 m     | 29 min 51 s 58 |
| 2007 | Championnats d'Europe de cross | Toro      | 3e       | Cross junior | 20 min 16 s    |
| 2009 | Championnats d'Europe espoirs  | Kaunas    | 3e       | 10 000 m     | 30 min 08 s 44 |
| 2016 | Championnats d'Europe          | Amsterdam | 4e       | 10 000 m     | 28 min 27 s 90 |